# 島田昌勢
島田 昌勢（しまだ しょうせい、1894年〈明治27年〉2月20日 - 1975年〈昭和50年〉1月2日）は、日本の拓務官僚。台湾総督府官僚。弁護士。

## 経歴
高知県安芸郡室戸村（現在の室戸市）出身。第三高等学校を卒業。1919年（大正8年）、東京帝国大学法学部法律学科（独法）を卒業し、同年10月高等試験行政科に合格した。新潟県工場監督官補・新潟県属、同警視、鳥取県理事官、内閣書記官・内閣官房記録課長、拓務省書記官・拓務局第一課長、同奨励課長、同南洋課長を歴任。1936年（昭和11年）、台湾総督府文教局長に転じた。
1940年（昭和15年）に退官した後は、南洋拓殖株式会社理事・管理部長に就任した。戦後に公職追放となった。のち、弁護士を開業した。墓所は多磨霊園(23-1-14)

## 親族
- 太田政弘 - 岳父[5]。警視総監、関東長官、台湾総督、貴族院議員。